# Testament (komiks)
Testament – amerykańska seria komiksowa, której autorami są Douglas Rushkoff (scenariusz) i Liam Sharp (rysunki), opowiadająca równologłe historie o podobnym przebiegu, rozgrywające się w czasach biblijnych i w niedalekiej przyszłości. 
Motywami przewodnimi serii są: powtarzalność wydarzeń, manipulacja świadomością i religia. Głównym bohaterem Testamentu jest student Jake Stern, który wraz z przyjaciółmi walczy ze spiskiem dążącym do ograniczenia świadomości ludzi za pomocą fal radiowych. Równocześnie ukazane są opowieści zaczerpnięte z Biblii, odkrywające, w jaki sposób manipulowano społeczeństwami za pomocą religii.
Seria ukazywała się w oryginale w 22 odcinkach nakładem wydawnictwa DC Comics w kolekcji „Vertigo” w latach 2006–2008, następnie zebrano je w 4 tomy i takiej formie po polsku publikuje je wydawnictwo Manzoku.

## Tomy
1. Akeda (Akedah, 2006, wydanie polskie 2008)
2. West of Eden (2007, wydanie polskie zapowiadane na 2009 r.)
3. Babel (2007, wydanie polskie zapowiadane na 2009 r.)
4. Exodus (2008, wydanie polskie zapowiadane na 2009 r.)